# Колібрі-довгохвіст бронзовий
Колі́брі-довгохві́ст бронзовий (Lesbia victoriae) — вид серпокрильцеподібних птахів родини колібрієвих (Trochilidae). Мешкає в Андах.

## Опис

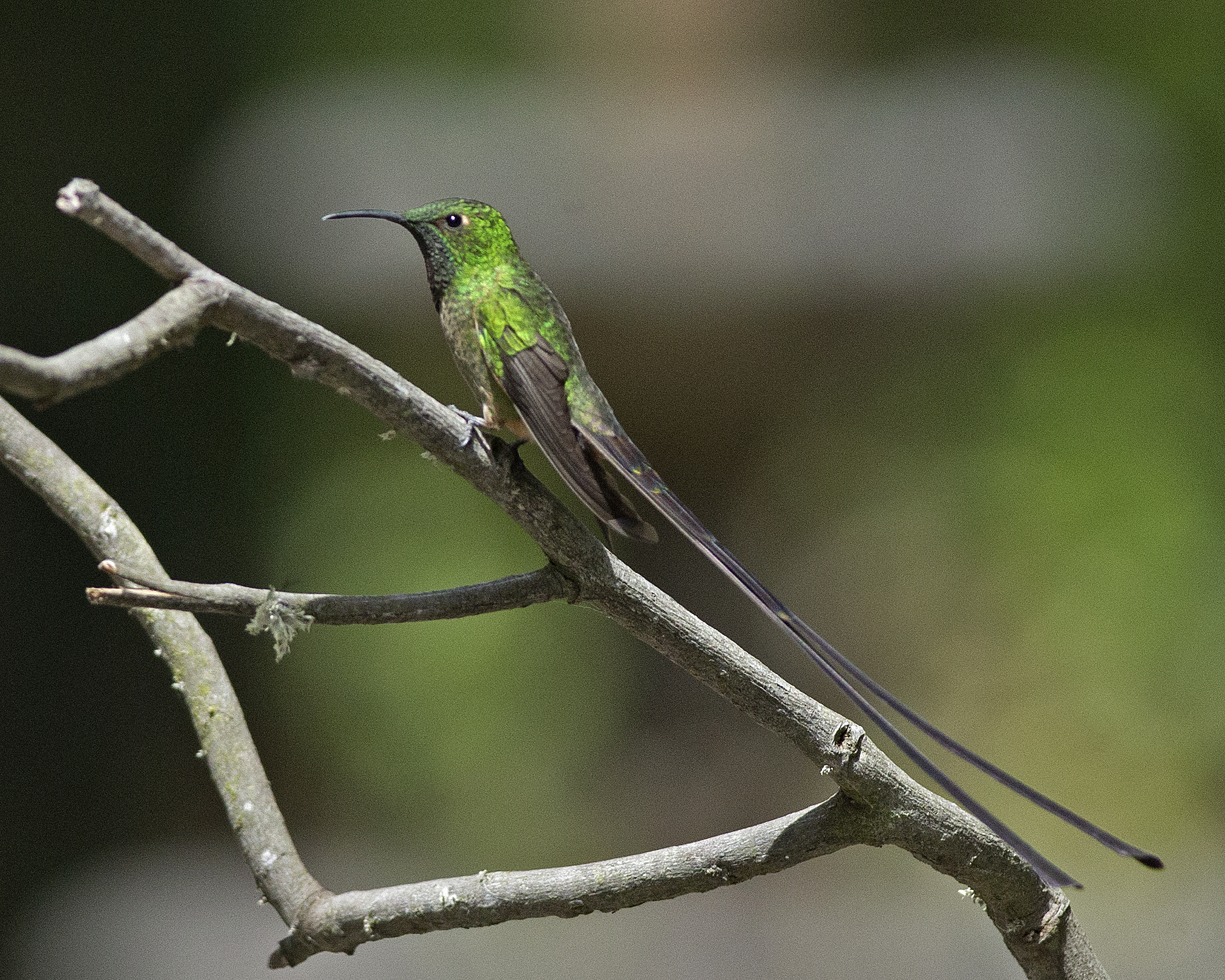
Самець бронзового колібрі-довгохвоста

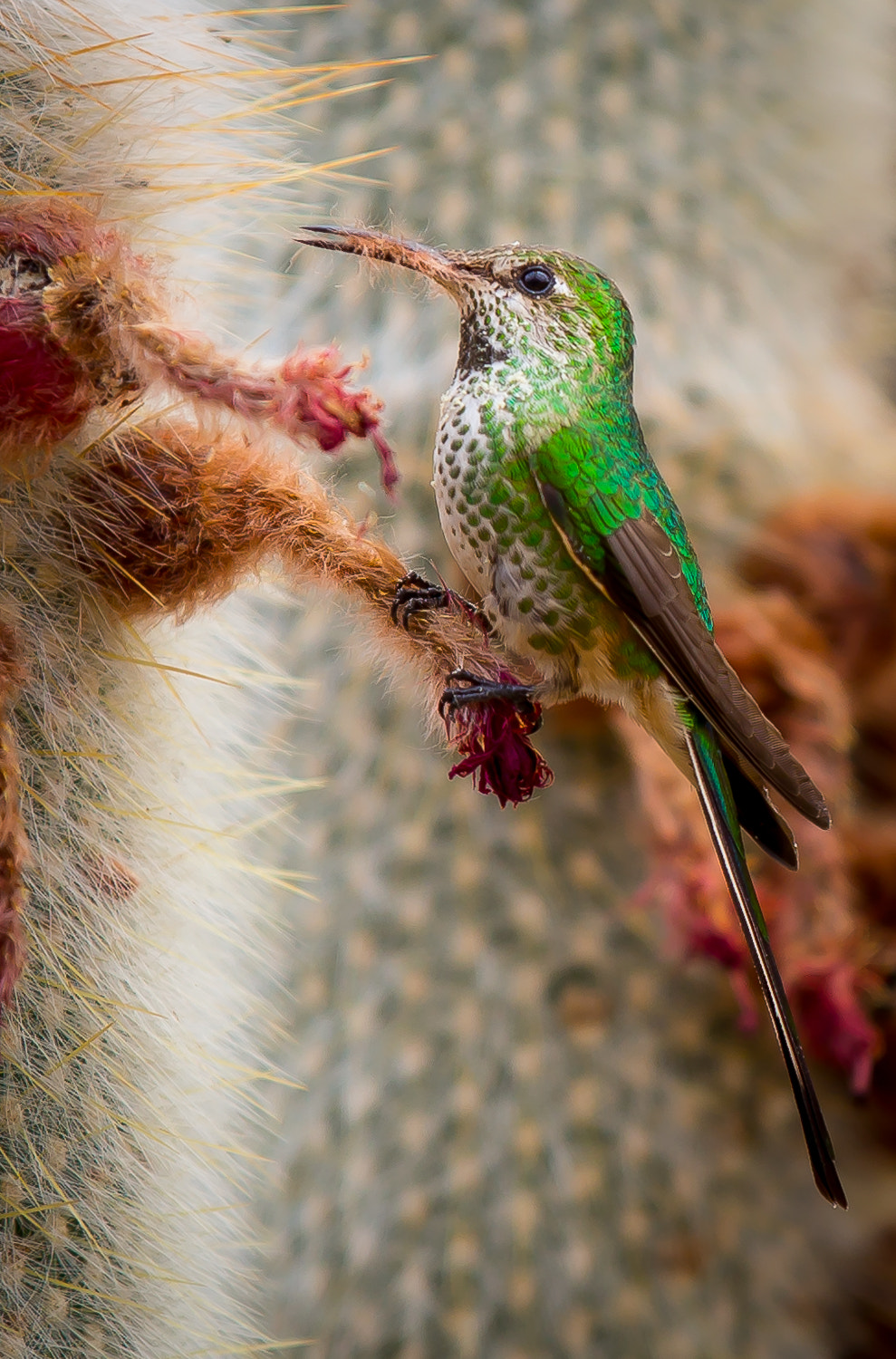
Самиця бронзового колібрі-довгохвоста

Довжина самців становить 25 см, враховуючи довгий хвіст, довжина самиць становить 13,4-14,5 см. Самці мають переважно райдужно-зелене забарвлення, на горлі і грудях у них блискуча зелена пляма, живіт охристий. Хвіст видовжений, довжиною 165 мм. Стернові пера чорні, поцятковані бронзово-зеленими плямками. у самиць верхня частина тіла бронзово-зелена, нижня частина тіла біла або білувато-охриста, поцяткована великими зеленими плямами. На шиї невелика, малопомітна оранжева пляма. Хвіст коротший, ніж у самців, довжиною 85 мм. Дзьоб чорний, відносно короткий, довжиною 15 мм.

## Підвиди
Виділяють три підвиди:
- L. v. victoriae (Bourcier & Mulsant, 1846) — Анди на півночі і півдні Колумбії та в Еквадорі;
- L. v. juliae (Hartert, EJO, 1899) — Анди на крайньому північ Еквадору та в Перу;
- L. v. berlepschi (Hellmayr, 1915) — Анди на південному сході Перу.

## Поширення і екологія
Бронзові колібрі-довгохвости мешкають в Колумбії, Еквадорі і Перу. Вони живуть на узліссях вологих гірських тропічних лісів, у високогірних чагарникових заростях та на високогірних луках парамо. Зустрічаються на висоті від 2600 до 4000 м над рівнем моря, сезонно переміщуються на різну висоту, в залежності від цвітіння певних видів рослин. Живляться нектаром різноманітних трав і чагарників і дрібними безхребетними, яких ловлять в польоті. Сезон розмноження різниться в залежності від підвиду, зазвичай триває з жовтня по березень. Самці приваблюють самиць демонстраційними польотами, високо злітаючи і падаючи вниз, видаючи при цьому звуки за допомогою хвоста. Гніздо чашоподібне, робиться з рослинних волокон, покривається мохом і лишайниками, розміщується під гілкою, папороттю або каменем. В кладці 1 яйце, інкубаційний період триває 18-19 днів. Пташенята покидають гніздо через 30 днів після вилуплення, що незвично довго для птахів подібного розміру.